# 郑煊浩
郑煊浩（1988年6月13日—）是一名韩国现代五项运动员，身高1.75米，体重70千克。曾参加2010年广州亚运会现代五项比赛，并获得男子个人第十名和男子团体金牌。